# Prietržka
Prietržka, Hongaars: Kispetrős, Duits: Kleinprettersch, is een Slowaakse gemeente in de regio Trnava, en maakt deel uit van het district Skalica.
Prietržka telde 550 inwoners op 31 december 2023.